# Astra 1N
Az Astra 1N egy luxemburgi kommunikációs műhold.

## Küldetés
A műhold biztosítja a teljes körű televíziós műsorszóró szolgáltatást, beleértve a HDTV és más fejlett audiovizuális és a széles sávú szolgáltatásokat. Szolgáltatást Európában, Közel-Keleten, Afrikában és a Nyugat-Ázsiában végez.

## Jellemzői
Gyártotta a EADS Astrium (francia), üzemeltette a Société Européenne des Satellites-Astra (SES Astra) Európa műhold üzemeltető magáncége.  Társműholdja a BSat 3c (japán).
Megnevezései:  COSPAR:2011-041A; SATCAT kódja: 37775.
2011. augusztus 6-án a Guyana Űrközpontból, az ELA-3. számú indítóállványról egy Ariane–5 (ECA VA203) hordozórakétával állították közepes magasságú Föld körüli pályára (MEO = Medium Earth Orbit). Az orbitális pályája 1430,15 perces, 0,14° hajlásszögű, Geoszinkron pálya perigeuma 35 550 kilométer, az apogeuma 35 790 kilométer volt.
Alakja téglatest, méretei 6,5 x 2,8 x3,2 méter, tömege 5350 kilogramm. Szolgálati idejét 15 évre tervezték. Három tengelyesen stabilizált (Nap-Föld érzékeny) űreszköz. 66 televíziós csatorna, valamint videó és internet szolgáltatást végez. Telemetriai szolgáltatását antennák segítik. Információ lejátszó KU-sávos, 55 (48 aktív+6 tartalék) transzponder biztosította Európa lefedettségét. Az űreszközhöz napelemeket (gallium- arzenid) rögzítettek (kinyitva 39,8 méter; 13 kW), éjszakai (földárnyék) energia ellátását újratölthető kémiai akkumulátorok biztosítják. A stabilitás és a pályaelemek elősegítése érdekében (monopropilén hidrazin) gázfúvókákkal felszerelt.